# Julián López de Lerma Barahona
Julián López de Lerma Barahona (Badajoz, 27 de febrer de 1987), és un exfutbolista extremeny que va jugar de centrecampista.
Va desenvolupar la seva carrera futbolística a les categories inferiors del RCD Espanyol fins que a la temporada 2006-2007 va fer el salt al primer equip. La següent temporada va ser cedit al Sevilla Atlético fins a finalitzar la campanya. Posteriorment es va reincorporar al primer equip del RCD Espanyol.